# Красная нить (метафора)
Красная нить — метафора, обозначающая ведущее, основное в чём-либо, например, главная мысль в тексте.

## Происхождение
Понятие «Красная нить» впервые введено Гёте в романе «Избирательное сродство»:

Нам довелось слышать, что в английском морском ведомстве существует такое правило: все снасти королевского флота, от самого толстого каната до тончайшей веревки, сучатся так, чтобы через них, во всю длину, проходила красная нить, которую нельзя выдернуть иначе, как распустив все остальное, и даже по самому маленькому обрывку веревки можно узнать, что она принадлежит английской короне.

Точно так же и через весь дневник Оттилии тянется красная нить симпатии и привязанности, все сочетающая воедино и знаменательная для целого.Оригинальный текст (нем.)Wir hören von einer besondern Einrichtung bei der englischen Marine. Sämtliche Tauwerke der königlichen Flotte, vom stärksten bis zum schwächsten, sind dergestalt gesponnen, dass ein roter Faden durch das Ganze durchgeht, den man nicht herauswinden kann, ohne alles aufzulösen, und woran auch die kleinsten Stücke kenntlich sind, dass sie der Krone gehören. Ebenso zieht sich durch Ottiliens Tagebuch ein Faden der Neigung und Anhänglichkeit, der alles verbindet und das Ganze bezeichnet.

## Использование
Получило широкое распространение в немецком, а позже и других языках. Это выражение использует, например, Альберт Пайк в своём труде «Мораль и догма»: «Эта мысль проходит красной нитью…».